# Antonio Pérez Fonseca
Antonio Pérez Fonseca, conocido artísticamente como Tony Pérez, (Holguín, 6 de junio de 1952) es un músico, compositor, arreglista multiinstrumentista y cantante cubano, director de la banda de música cubana “La combinación”. Es acreedor de diversos premios, méritos y condecoraciones en el ámbito artístico entre los que se destacan tres nominaciones a los Premios Grammy Latinos, (Latin Grammy Awards) con las canciones “A ti todo”, “Afortunada tu”, “O estas loca” y “Luz viajera” interpretadas por el cantante cubano Issac Delgado.

## Historia y vida profesional
Comienza su vida profesional en el año 1970 alternando con las diferentes agrupaciones de la ciudad de Holguín como bajista, radicando por espacio de 8 años en la orquesta Los Chicos de Cuba.
En el año 1979 se traslada hacia La Habana donde forma parte, como bajista, del grupo Algo Nuevo del trombonista Juan Pablo Torres, donde permaneció hasta el año 1990. Simultáneamente con las actividades de esta agrupación, trabaja como bajista de la EGREM y más tarde como productor de esa entidad. En esta etapa también tuvo la oportunidad de grabar y tocar con maestros de la talla de Chucho Valdés, Gonzalo Rubalcaba, Enrique Pla, Jorge Varona, Horacio Hernández, Arturo Sandoval, Hilario Durán y muchos otros.
De regreso a Holguín en 1991 se desempeña como director de la orquesta del show del Cabaret Nocturno y en el año 2000 funda y dirige la orquesta de música cubana La Combinación. 
En 2001 se hace acreedor de tres nominaciones los Premios Grammy Latinos en su labor como compositor de las canciones “A ti todo”, “Afortunada tú”, y “O estás loca” incluidas en el disco Los Grandes Éxitos de Isaac Delgado/Malecón (2000) del cantante Isaac Delgado, aunque ya en el año 1997 había recibido el Premio a la Mejor Canción de Salsa con el tema “Luz Viajera” otorgado por el programa de televisión cubano Mi Salsa.
A partir del año 2007 comienza a trabajar periódicamente con el director, compositor y orquestador de origen canadiense Vic Vogel, creador del Himno de Las Olimpíadas de Montreal.
En 2010 es declarado Hijo Destacado de la Ciudad de Holguín. Ese mismo año le fue dedicado el evento Boleros de Oro y la Unión de Escritores y Artistas de Cuba (UNEAC )le entrega la distinción Laurel de Oro, máxima condecoración que otorga la entidad, por el aporte a la cultura cubana e internacional durante 40 años consecutivos.
Su labor está centrada en la creación y cooperación musical, así como la búsqueda, enseñanza y desarrollo de nuevos talentos en los campos de la interpretación y composición.